# Dedicato a mio padre
Dedicato a mio padre (с итал. — «Посвящается моему отцу»)  — двенадцатый студийный альбом итальянской певицы Мины, выпущенный в 1967 году на новом лейбле PDU.

## Об альбоме
В декабря 1967 года Мина и её отец Джакомо Маццини открыли в Лугано, Швейцария, собственный лейбл звукозаписи PDU — Platten Durcharbeitung Ultraphone. Основание лейла отвечало запросам Мины на независимое от продюсеров творчество. Одним из первых релизов на лейбле и стал альбом Мины Dedicato a mio padre.
На альбоме присутствуют песни по большей части на английском языке и состоит из кавер-версий. Данным альбомом певица продолжает серию «чувственных альбомов» (вслед за Mina и Mina 2).
Пластинка была выпущена в декабре 1967 года в Италии, достигнув 22 места в годовом альбомном хит-параде за 1968 года (также в чарте присутствовало ещё два альбома певицы, включая концертный Mina alla Bussola dal vivo в первой тройке). В 1968 году альбом был издан в Испании под названием Mina с другой обложкой (в оригинальном издании это была вторая сторона — здесь наоборот). В 2001 году альбом был подвергнут ремастерингу и переиздан как и другие 58 альбомов из дискографии артистки.
В 2018 году журнал Rolling Stone поместил его на 2-е место в списке самых недооценённых альбомов Мины.

## Список композиций
| №  | Название                  | Автор(ы)                               | Длительность |
| -- | ------------------------- | -------------------------------------- | ------------ |
| 1. | «Lazy River»              | Хоги Кармайкл, Сидни Ародин            | 2:49         |
| 2. | «I Should Care»           | Аксель Стордаль, Пол Уэстон, Сэмми Кан | 3:15         |
| 3. | «I discorsi»              | Мина, Аугусто Мартелии                 | 3:06         |
| 4. | «Somos»                   | Мигель Марио Клавелл                   | 2:29         |
| 5. | «La canzone di Marinella» | Фабрицио Де Андре                      | 3:11         |
| 6. | «The Man That Got Away»   | Джордж Гершвин, Гарольд Арлен          | 2:44         |

| №  | Название                         | Автор(ы)                        | Длительность |
| -- | -------------------------------- | ------------------------------- | ------------ |
| 1. | «That Old Feeling»               | Лью Браун, Сэмми Фейн           | 3:33         |
| 2. | «So (Preciso aprender a ser só)» | Танита Белланка, Маркос Валле   | 3:19         |
| 3. | «Sentimental Journey»            | Бэд Грин,                       | 2:50         |
| 4. | «Johnny Guitar»                  | Пегги Ли, Виктор Янг            | 2:41         |
| 5. | «Ma se ghe penso»                | Марио Капелло, Аттилио Маргутти | 3:31         |
| 6. | «Bésame mucho»                   | Консуэло Веласкес               | 2:40         |

## Чарты

### Годовые чарты
| Чарт (1968)              | Позиция |
| ------------------------ | ------- |
| Италия (Musica e dischi) | 22      |